# Калкофен (Палатинат)
Калкофен (њем. Kalkofen) општина је у њемачкој савезној држави Рајна-Палатинат. Једно је од 81 општинског средишта округа Донерсберг. Према процјени из 2010. у општини је живјело 199 становника. Посједује регионалну шифру (AGS) 7333036.

## Географски и демографски подаци
Калкофен се налази у савезној држави Рајна-Палатинат у округу Донерсберг. Општина се налази на надморској висини од 311 метара. Површина општине износи 1,8 km². У самом мјесту је, према процјени из 2010. године, живјело 199 становника. Просјечна густина становништва износи 109 становника/km².